# 川口市立アートギャラリー・アトリア
川口市立アートギャラリー・アトリア（かわぐちしりつアートギャラリー・アトリア）は、埼玉県川口市に所在する美術施設である。

## 概要
リボンシティの開発事業に伴って建設された。小規模な施設で決まった収蔵品はなく、市民に対して開かれたアートの場を提供している。隣接して商業施設のアリオ川口と広々とした広場が立地し、買い物や食事などを楽しみながら芸術鑑賞も楽しめる場となっている。

## 所在地
埼玉県川口市並木元町1-76

## 開館時間・休館日
- 開館時間 - 10時から18時（企画展開催中は変更あり）
- 休館日 - 月曜日（祝日の場合は翌平日）・年末年始・施設整備期間

## アクセス
東日本旅客鉄道（JR東日本）京浜東北線川口駅東口から徒歩約7分。